# Музей-архів переходової доби
Музей-архів переходової доби — пропагандистський музей, що існував у Києві у квітні — жовтні 1942 р. («переходовою добою» називали час окупації України — між більшовицькою владою до остаточної перемоги гітлерівської Німеччини).
Музей містився у буд. 8 по Олександрівській (зараз Контрактова) площі, жителів якого було виселено. Директором був доктор історичних наук, колишній міський голова Києва О. П. Оглоблин, науковими консультантами — відомі історики Н. Д. Полонська-Василенко, О. С. Грузинський, С. М. Драгоманов та ін. У музеї було розгорнуто виставку про знищення пам'яток архітектури України більшовиками, яку підготував Оглоблин.
Адміністративно музей був підпорядкований Київській міській управі та вважався одним з її відділів. За статистичними даними, кількість відвідувачів становила близько 20 на добу.
Частина матеріалів вивіз із собою в еміграцію колишній бургомістр Києва Леонтій Форостівський, котрий пізніше використав їх у своїй книзі «Київ під ворожими окупаціями» (1952).
Зараз фонди колишнього музею зберігаються в Державному архіві Київської області.